# Irlandzcy posłowie do Parlamentu Europejskiego 2009–2014
Irlandzcy posłowie VII kadencji do Parlamentu Europejskiego zostali wybrani w wyborach przeprowadzonych 5 czerwca 2009.

## Lista posłów
Wybrani z ramienia Fine Gael
- Jim Higgins
- Seán Kelly
- Mairead McGuinness
- Gay Mitchell

Wybrani z ramienia Fianna Fáil
- Liam Aylward
- Brian Crowley
- Pat Gallagher

Wybrani z ramienia Partii Pracy
- Nessa Childers
- Emer Costello, poseł do PE od 15 lutego 2012
- Phil Prendergast, poseł do PE od 21 kwietnia 2011

Wybrany z ramienia Partii Socjalistycznej
- Paul Murphy, poseł do PE od 1 kwietnia 2011

Wybrana jako kandydat niezależny
- Marian Harkin

Byli posłowie VII kadencji do PE
- Proinsias De Rossa (z ramienia Partii Pracy), do 1 lutego 2012
- Joe Higgins (z ramienia Partii Socjalistycznej), do 24 lutego 2011
- Alan Kelly (z ramienia Partii Pracy), do 24 lutego 2011